# Isole Raznye
Le isole Raznye (in russo Островa Разные, ostrova Raznye, in italiano "isole diverse") sono un gruppo di isole russe che fanno parte dell'arcipelago di Severnaja Zemlja e sono bagnate dal mare di Kara.
Amministrativamente fanno parte del distretto di Tajmyr del Territorio di Krasnojarsk, nel Distretto Federale Siberiano.

## Geografia
Le isole sono situate nella parte centrale dello stretto dell'Armata Rossa (пролив Красной Армии, proliv Krasnoj Armii), lungo la costa settentrionale dell'isola della Rivoluzione d'Ottobre, 1 km a est di capo Ožidanij (мыс Ожиданий, mys Ožidanij).
Si tratta di due isole, senza nomi individuali, che distano tra loro circa 500 m.

La più grande è quella occidentale, la quale misura 1,7 km di lunghezza e 650 m di larghezza. Su essa si trova il punto più alto del gruppo, di soli 11 m s.l.m.

L'isola orientale misura invece 600 m di lunghezza e 250 m di larghezza.

Su entrambe il terreno è sassoso e non sono presenti né laghi né fiumi.

## Isole adiacenti
- Isola Kaštanki (остров Каштанки, ostrov Kaštanki), a est.
- Isola Vysokij (остров Высокий, ostrov Vysokij), a ovest.